# Willpower
#willpower is het vierde studioalbum van de Amerikaanse artiest en muziekproducent will.i.am. Het album werd oorspronkelijk Black Einstein genoemd en was gepland voor eind 2011. Het kwam uiteindelijk op 19 april 2013 uit. Op het album werkte Will.i.am samen met een groot aantal artiesten, onder wie Eva Simons, Britney Spears, Justin Bieber, Miley Cyrus, Afrojack, Skylar Grey, Chris Brown en zijn bandgenoot Apl.de.ap.

## Achtergrond
Tijdens de opnamen van het zesde studioalbum van The Black Eyed Peas, The Beginning, onthulde bandlid Fergie in een interview dat haar collega will.i.am bezig was met de opnamen van een nieuw soloalbum. Slechts enkele dagen later bevestigde will.i.am het nieuws en kondigde aan dat het album zou worden uitgebracht in het vierde kwartaal van 2011.
Het album werd voor het eerst uitgebracht op 16 april 2013, middels een gratis stream op YouTube, nadat het album een dag eerder het internet was gelekt. In de week daarna werd het album wereldwijd uitgebracht.

## Nummers
| 1.                 | Good Morning                                | William Adams, Jack Milas, Oli Chang                                                      | will.i.am                            | 1:44 |
| 2.                 | Hello (met Afrojack)                        | Adams, Jean Baptiste, Ryan Buendia, Padraic Kerin, Michael McHenry                        | Afrojack, will.i.am, Free School     | 4:45 |
| 3.                 | This Is Love (met Eva Simons)               | Adams, Steve Angello, Sebastian Ingrosso, Max Martin, Eva Maria Simons, Mike Hamilton     | will.i.am, Angello, Ingrosso         | 4:39 |
| 4.                 | Scream & Shout (met Britney Spears)         | Adams, Jef Martens, Baptiste                                                              | Lazy Jay, will.i.am                  | 4:42 |
| 5.                 | Let's Go (met Chris Brown)                  | Adams, Artem Stolyarov, Brown                                                             | will.i.am                            | 5:34 |
| 6.                 | Gettin' Dumb (met apl.de.ap & 2NE1)         | Adams, Allan Pineda, Baptiste, McHenry, Alain Whyte                                       | will.i.am, Free School, Freshmen III | 5:13 |
| 7.                 | Geekin'                                     | Adams, Lukasz Gottwald, Henry Walter                                                      | will.i.am                            | 3:34 |
| 8.                 | Freshy (met Juicy J)                        | Adams, Jordan Houston, Darrell Eversley, Howard Eversley, Shaun Spearman, Jaime L. Munson | Freshmen III, will.i.am, Poet        | 4:06 |
| 9.                 | #thatPower (met Justin Bieber)              | Adams, Damien Leroy, Bieber                                                               | Leroy, will.i.am                     | 4:39 |
| 10.                | Great Times Are Coming                      | Adams, Leroy                                                                              | will.i.am, Freshmen III, Leroy       | 4:36 |
| 11.                | The World Is Crazy (met Dante Santiago)     | Adams, George Pajon, Jr., Caleb Speir                                                     | will.i.am                            | 3:59 |
| 12.                | Fall Down (met Miley Cyrus)                 | Adams, Gottwald, Benjamin Levin, Walter                                                   | Dr. Luke, Benny Blanco, Cirkut       | 5:07 |
| 13.                | Love Bullets (met Skylar Grey)              | Adams, Holly Hafermann, Keith Harris, Zachary Jones                                       | will.i.am, Zack "GFG" Jones          | 4:11 |
| 14.                | Far Away from Home (met Nicole Scherzinger) | Adams, Gottwald, Walter                                                                   | will.i.am                            | 3:54 |
| 15.                | Ghetto Ghetto (met Baby Kaely)              | Adams, Calvin Johnson, Brandon Green                                                      | Maejor Ali                           | 3:52 |
| Totale duur: 64:35 |                                             |                                                                                           |                                      |      |

| 16.                | Reach for the Stars | Adams, Kenny Oliver, Onree Gill                 | will.i.am, Audiobot | 4:21 |
| 17.                | Smile Mona Lisa     | Adams, Pajon, Jr., Antonio Maria, Luis Bonfa    | will.i.am           | 3:36 |
| 18.                | Bang Bang           | Adams, James P. Johnson, Cecil Mack, Sonny Bono | will.i.am           | 4:38 |
| Totale duur: 76:37 |                     |                                                 |                     |      |

| Nr. | Titel                                                                                               | Schrijver(s)               | Producenten                  | Duur |
| --- | --------------------------------------------------------------------------------------------------- | -------------------------- | ---------------------------- | ---- |
| 1.  | Scream & Shout (Hit-Boy Remix) (met Britney Spears, Hit-Boy, Waka Flocka Flame, Lil Wayne en Diddy) | Adams, Martens, Baptiste   | will.i.am, Lazy Jay, Hit-Boy | 4:21 |
| 2.  | 1. thatPower (Trap remix) (met Justin Bieber)                                                       | Adams, Bieber, Leroy       | will.i.am, Leroy             | 3:36 |
| 3.  | Bang Bang                                                                                           | Adams, Johnson, Mack, Bono | will.i.am                    | 4:39 |

| 1.                 | Reach for the Stars                                                                                 | Adams, Kenny Oliver, Onree Gill                 | will.i.am, Audiobot            | 4:21 |
| 2.                 | Smile Mona Lisa                                                                                     | Adams, Pajon, Jr., Antonio Maria, Luis Bonfa    | will.i.am                      | 3:36 |
| 3.                 | Bang Bang                                                                                           | Adams, James P. Johnson, Cecil Mack, Sonny Bono | will.i.am                      | 4:38 |
| 4.                 | Great Times (Original mix)                                                                          | Adams, Leroy                                    | will.i.am, Freshmen III, Leroy | 4:36 |
| 5.                 | Scream & Shout (Hit-Boy Remix) (met Britney Spears, Hit-Boy, Waka Flocka Flame, Lil Wayne en Diddy) | Adams, Martens, Baptiste                        | will.i.am, Lazy Jay, Hit-Boy   | 4:21 |
| Totale duur: 76:37 | |                                                 |                                |      |